# ارث (فیلم ۲۰۲۰)
ارث (به انگلیسی: Inheritance) نام فیلمی مهیج محصول ۲۰۲۰ آمریکاست. فیلم را وون استاین کارگردانی کرده و فیلم‌نامهٔ آن را متیو کندی نوشته‌است. بازیگرانی چون لی‌لی کالینز، سایمون پگ، کانی نیلسن و چیس کرافورد در آن به ایفای نقش پرداخته‌اند. ارث در ۲۲ مهٔ ۲۰۲۰ از سوی ورتیکال انترتینمنت منتشر شده‌است.

## داستان
یک فرد نیویورکی ثروتمند به نام آرچر مونرو به‌طور ناگهانی می‌میرد. او یک پسر دارد که در آستانهٔ مبارزات انتخاباتی است و دخترش لورن دادستان منطقه‌ای منهتن است. پس از قرائت وصیت‌نامه وکیل خانواده به نام هارولد بسته‌ای را که آرچر بدو سپرده بود به دخترش می‌دهد. در آن یک فلش‌دیسک است که ویدیویی از آرچر ضبط شده و به دخترش ارثی را زیرزمینی در نزدیکی خانه‌یشان می‌سپارد. لورن به زیرزمین یادشده سرمی‌زند و در آنجا مردی را اسیر می‌بیند که خود را مورگن معرفی می‌کند. مورگن می‌گوید که سی سال است در اینجا زندانی است، دوست پدرش بوده و پس از یک تصادف که منجر به مرگ نوجوانی شده، آرچر برای فاش نشدن رازش او را در اینجا زندانی کرده‌است. همچنین او رازهایی را هم از آرچر برای لورن فاش می‌کند که باعث شوکه شدن او می‌شود. لورن نمی‌داند چه کار کند، سرانجام پس از کشاکش زیاد با خود تصمیم می‌گیرد آن مرد را به شرط سکوت آزاد کند. لورن هویتی تازه برای مرد تدارک می‌بیند و پول قابل توجهی را هم در اختیار او می‌گذارد تا از کشور خارج شود؛ ولی وقتی به خانه بازمی‌گردد مادرش متوجه رویداد شده و او را متوجه اشتباه وحشتناکی که با آزاد کردن آن مرد کرده می‌کند.